# Ė̄

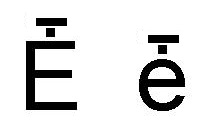

Ė̄ (minuskule ė̄) (žemaitsky ėlguojė ė̄) je speciální písmeno latinky. Nazývá se E s tečkou a vodorovnou čárkou. Vyskytuje se pouze v žemaitštině, kde je desátým písmenem v abecedě. Je to dlouhá varianta písmena ė (nezaměňovat s dlouhou variantou písmene e: ē v žemaitštině). 
Unicode:
- Ė̄ <U+0116, U+0304>
- ė̄ <U+0117, U+0304>